# آنتزیت
آنتزیت یا درون‌هشتی (انگلیسی: Enthesitis) یک نوع بیماری التهابی آنتز (محل‌هایی که تاندون‌ها یا رباط‌ها وارد استخوان می‌شوند. این بیماری نوعی آنتزوپاتی و وضعیت پاتولوژیک انتز است. علائم بالینی اولیه یک احساس درد شبیه به احساس «ورزش بیش از حد» در مفاصل است و با انجام فعالیت بهتر می‌شود. صبح‌ها (بعد از خواب و حرکت نکردن) بدتر است. مواردی از آنتزیت اولیه جدا شده وجود دارد که مطالعه و درک آنها بسیار سخت است. بیماری‌های خود ایمنی، مانند اسپوندیلوآرتروپاتی و پسوریازیس (که تصور می‌شود اغلب قبل از آرتریت پسوریاتیک است) در شکل‌گیری این بیماری نقش دارند. آنتزیت خودایمنی رایج در پاشنه پا است، جایی که تاندون آشیل به استخوان پاشنه می‌چسبد.